# Модус (право)
Модус (от лат. modus) — правовой (юридический) термин, означающий: «образ», «вид», «мера», «способ», «норма».

## Применение
Модус вивенди  (лат. и англ. Modus vivendi — образ жизни, способ существования) — дипломатический термин, применяемый для обозначения временных или предварительных соглашений, которые впоследствии предполагается заменить другими, более постоянного характера или более подробными.

Этот термин применяется для 
обозначения временных или предварительных соглашений, которые впоследствии предполагается заменить другими, более постоянного характера или более подробными. Документ, устанавливающий Модус вивенди, может и не носить этого наименования, а представлять собой обычное соглашение или даже конвенцию за подписью обеих сторон, чаще всего Модус вивенди устанавливается в форме обмена нотами.
Модус операнди (лат. Modus operandi) — образ действия; в криминологии это один из методов составления психологического профиля преступника; и таковое составление может способствовать в идентификации и поимке подозреваемого в совершении того или иного преступления.